# Скорики (Тернопільський район)
Ско́рики — село в Україні, у Скориківській сільській громаді Тернопільського району Тернопільської області.
До Скориків приєднано хутір Мельники. До 2015 року було адміністративним центром Скориківської сільської ради, якій підпорядковувалося село Климківці. Від вересня 2015 року — центр Скориківської сільської громади. Розташоване на сході району.
Населення — 603 особи (2007).
Поблизу села є пам'ятка природи — Скориківське болото.

## Історія
Перша писемна згадка — 1598 як Скориківці.
Діяли «Просвіта», «Сільський господар» та інші товариства, кооператива.
У травні-липні 1944 року в Скориках квартирувала редакція газети «За честь Батьківщини», органу Першого Українського фронту (письменники — Сергій Борзенко, Любомир Дмитерко, Андрій Малишко, Семен Скляренко та інші).
12 червня 2020 року, відповідно до розпорядження Кабінету Міністрів України  № 724-р «Про визначення адміністративних центрів та затвердження територій територіальних громад Тернопільської області», село увійшло до складу Скориківської селищної громади.
19 липня 2020 року в результаті адміністративно-територіальної реформи та ліквідації Підволочиського району, село увійшло до складу новоствореного Тернопільського району.
Від 2022 року в селі діє волонтерський штаб підтримки ЗСУ.

## Населення

### Мова
Розподіл населення за рідною мовою за даними перепису 2001 року:
| Мова       | Кількість | Відсоток |
| ---------- | --------- | -------- |
| українська | 609       | 99.51%   |
| російська  | 3         | 0.49%    |
| Усього     | 612       | 100%     |

## Релігія
- церква Іоанна Богослова (1695, дерев'яна, реставрована 1991; ПЦУ; пам'ятка архітектури національного значення; за переказами іконостас та ікону «Страшний суд» (нині зберігається в Львівському музеї народного мистецтва) до цього храму подарував Богдан Хмельницький);
- церква святого апостола Івана Богослова (2003, кам'яна, УГКЦ).

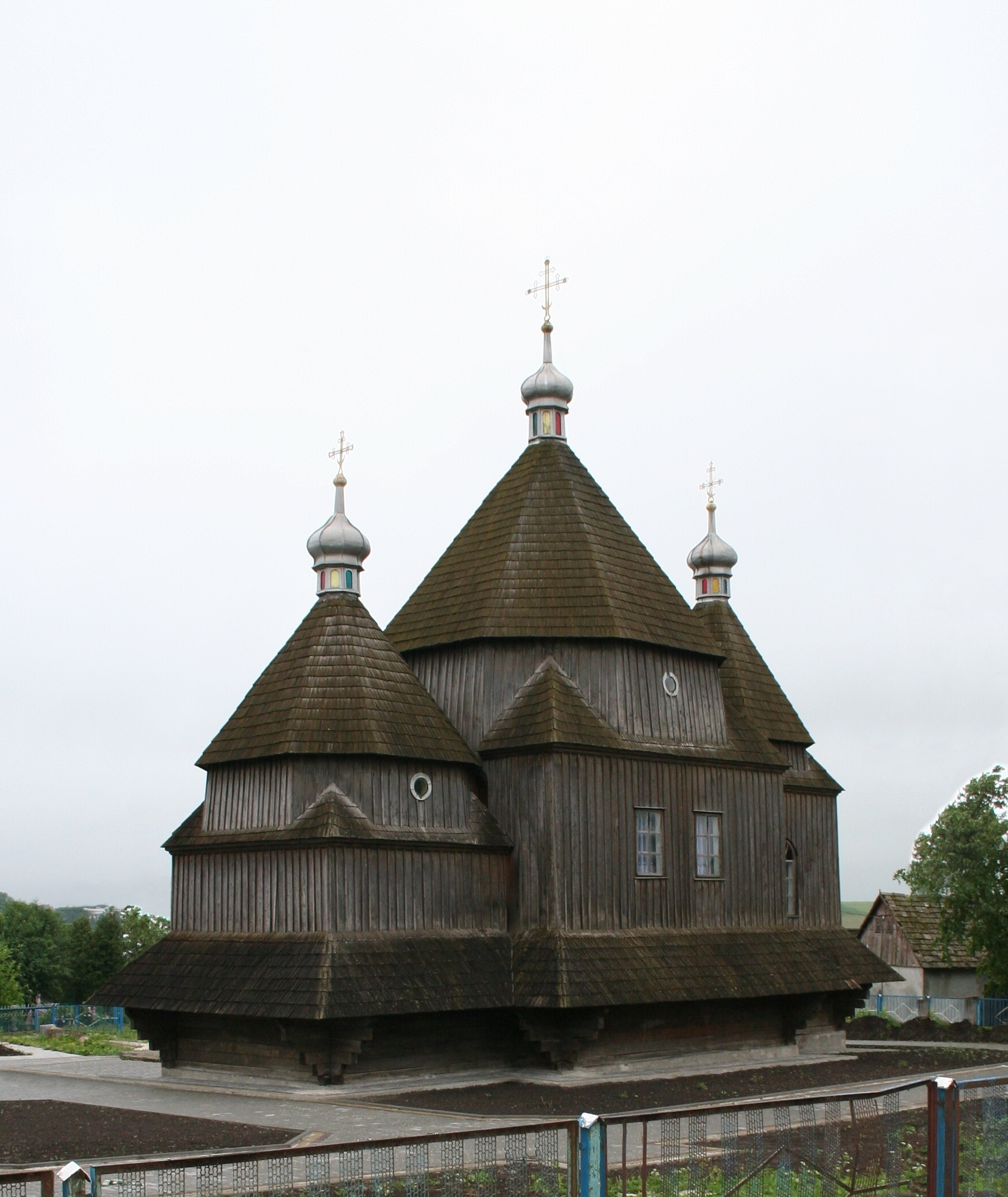
Дерев'яна церква Іоанна Богослова
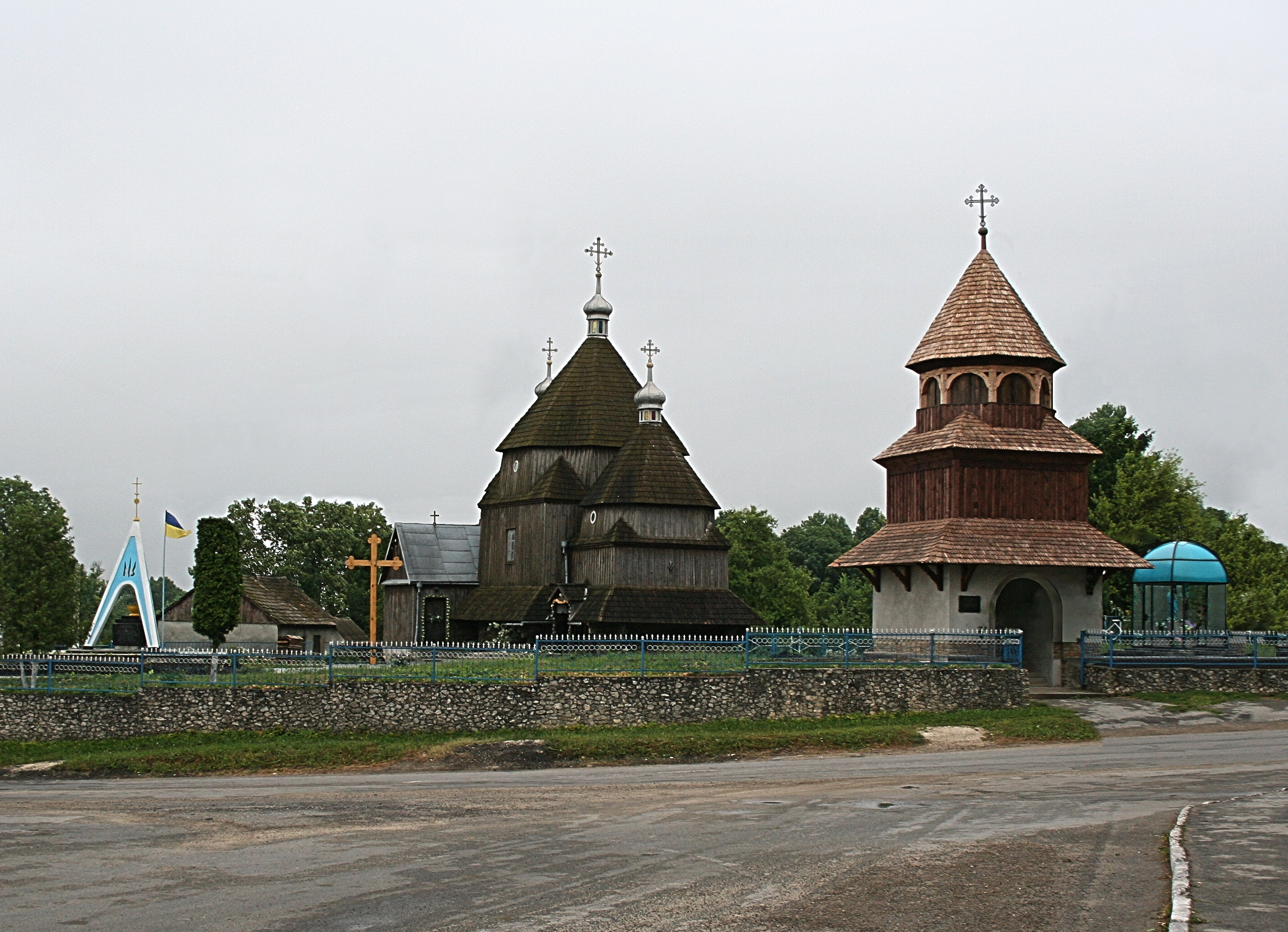
Дерев'яна церква Іоанна Богослова
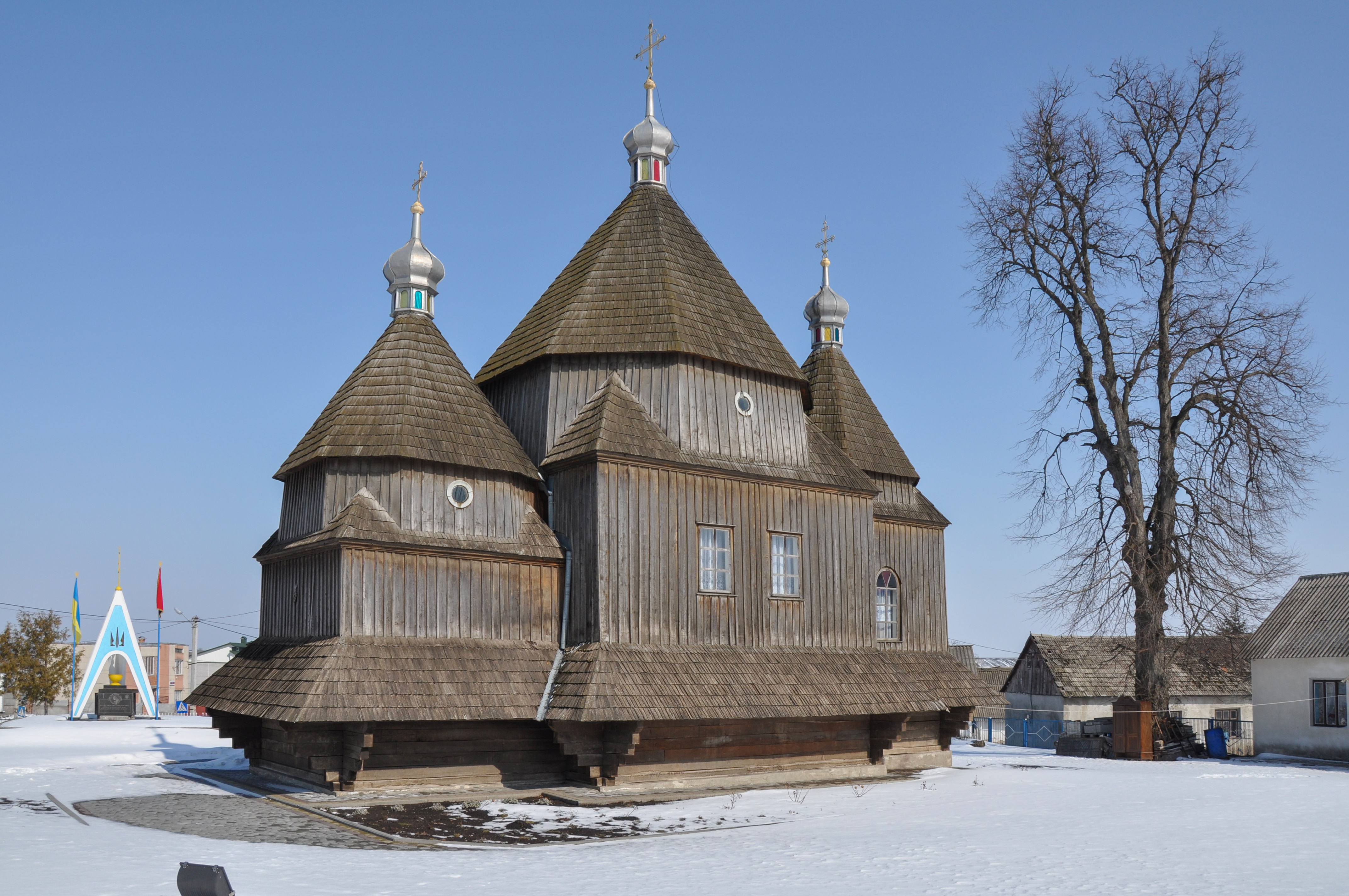
Дерев'яна церква Іоанна Богослова

## Пам'ятники
Споруджено пам'ятники Б. Хмельницькому (1963, скульптор Яків Чайка), воїнам-односельцям, полеглим у німецько-радянській війні (1966), насипано символічну могилу Борцям за волю України (1992), встановлено меморіальну табличку на будинку, де перебувала редакція газети «За честь Батьківщини» (1994).

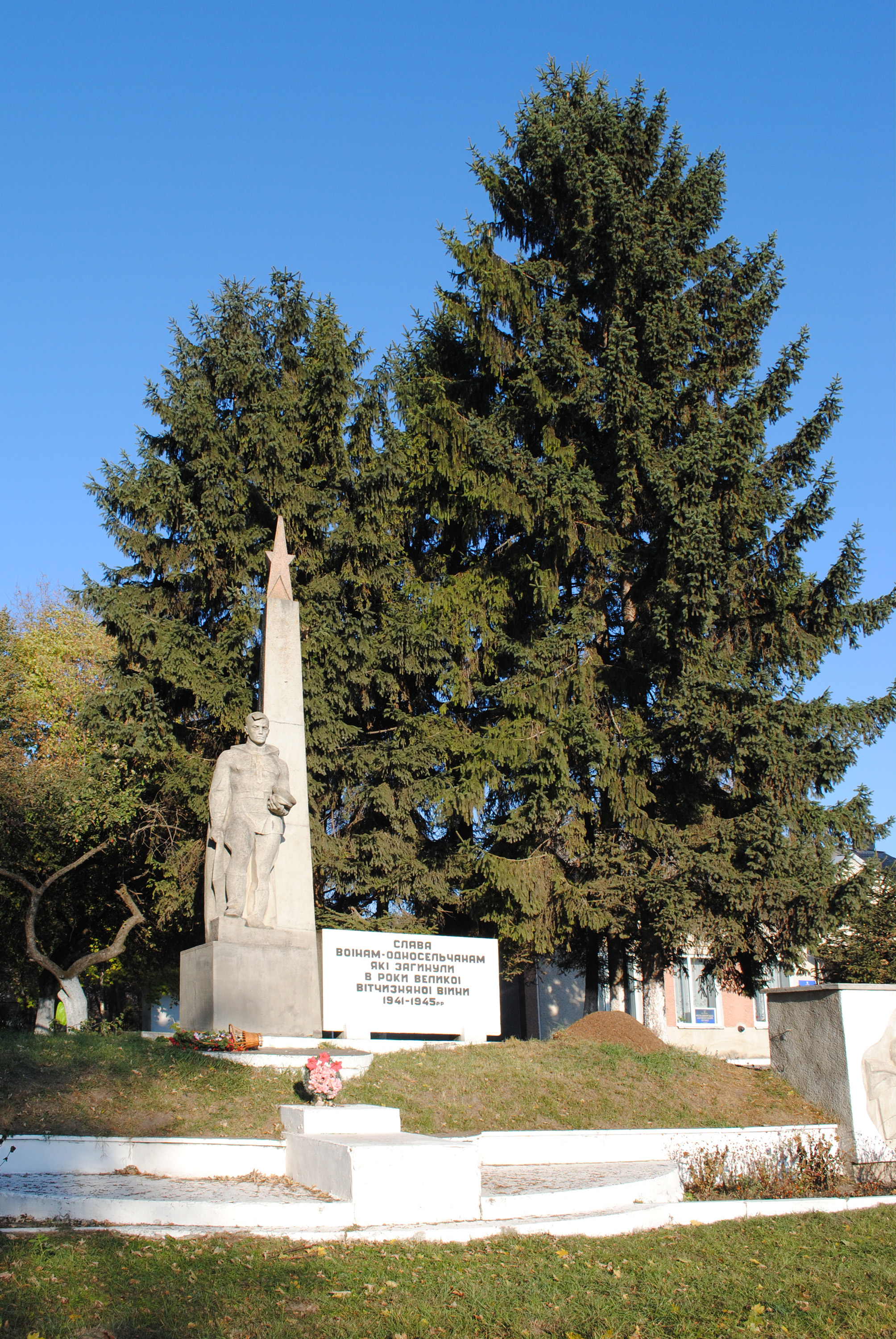
Пам'ятник воїнам-односельцям, полеглим у німецько-радянській війні (1966)

Гідрологічна пам'ятка природи місцевого значення Скориківське болото.

## Соціальна сфера
Працюють Скориківська загальноосвітня школа І - ІІІ ступенів [Архівовано 22 лютого 2020 у Wayback Machine.], Будинок культури, бібліотека, фельдшерсько-акушерський пункт (ФАП), відділення зв'язку, дошкільний заклад, ТОВ «Україна», торговельний заклад.

## Відомі люди

### Народилися
- професор, доктор філософських наук, заслужений діяч науки і техніки України — Андрій-Ярослав Іванович Пашук,
- працює господарник, громадський діяч Герой України, Олег Крижовачук.

Перебував радянський військовик, письменник Ілля Дубинський, державний і політичний діяч Леонід Кучма.

## Галерея

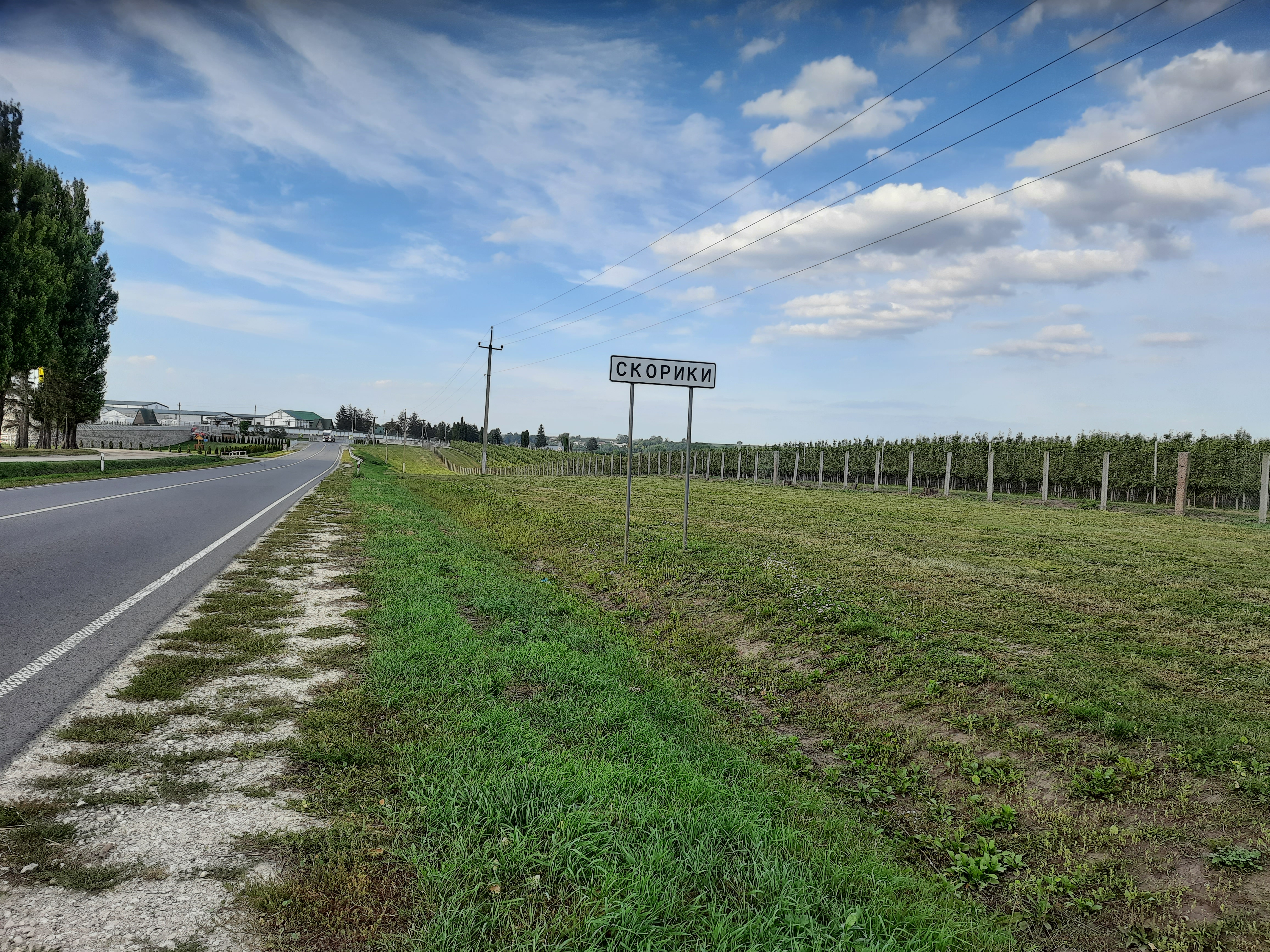
Дорожній знак при в'їзді в село
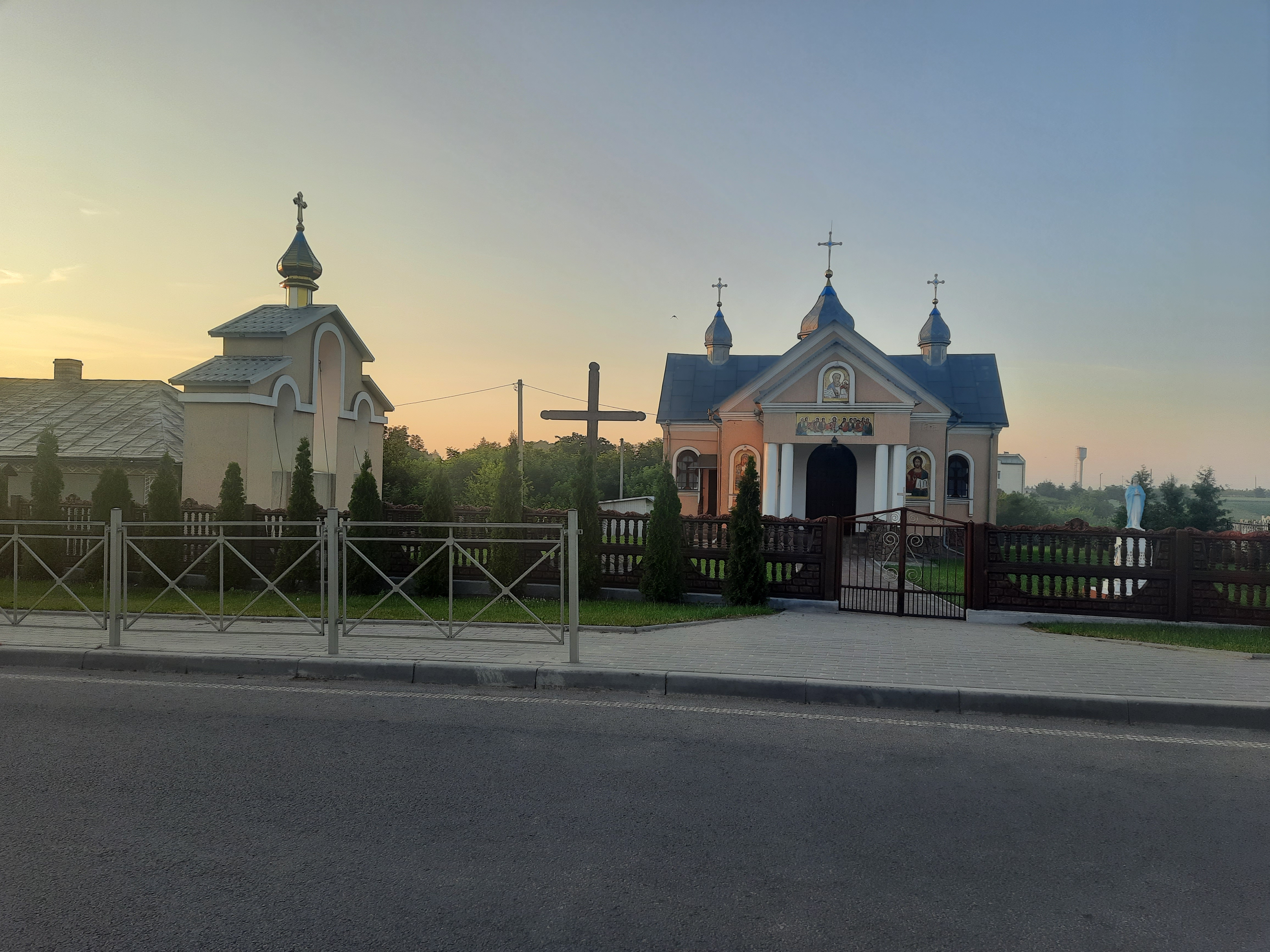
Церква Святого Апостола Івана Богослова УГКЦ
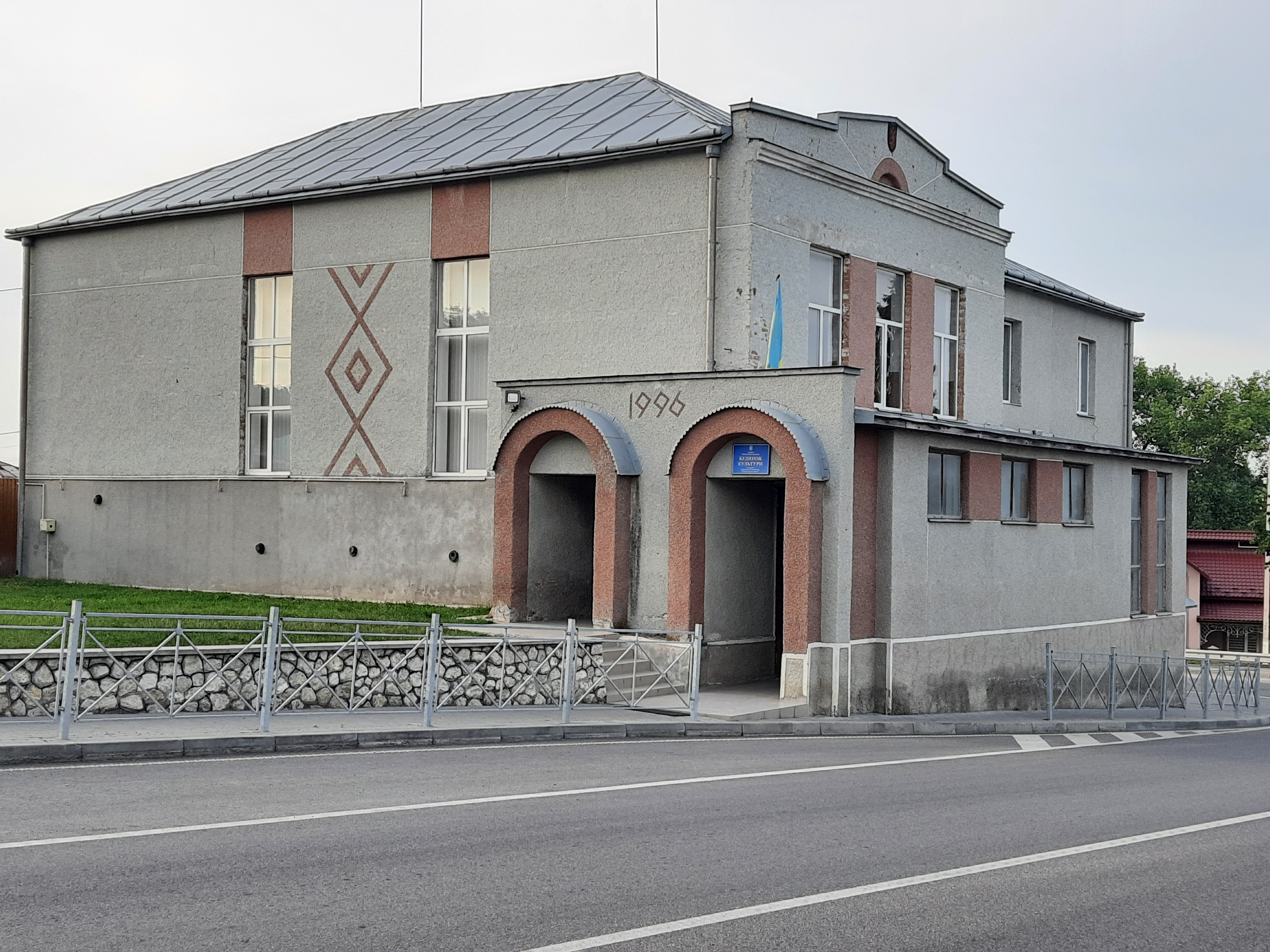
Будинок культури
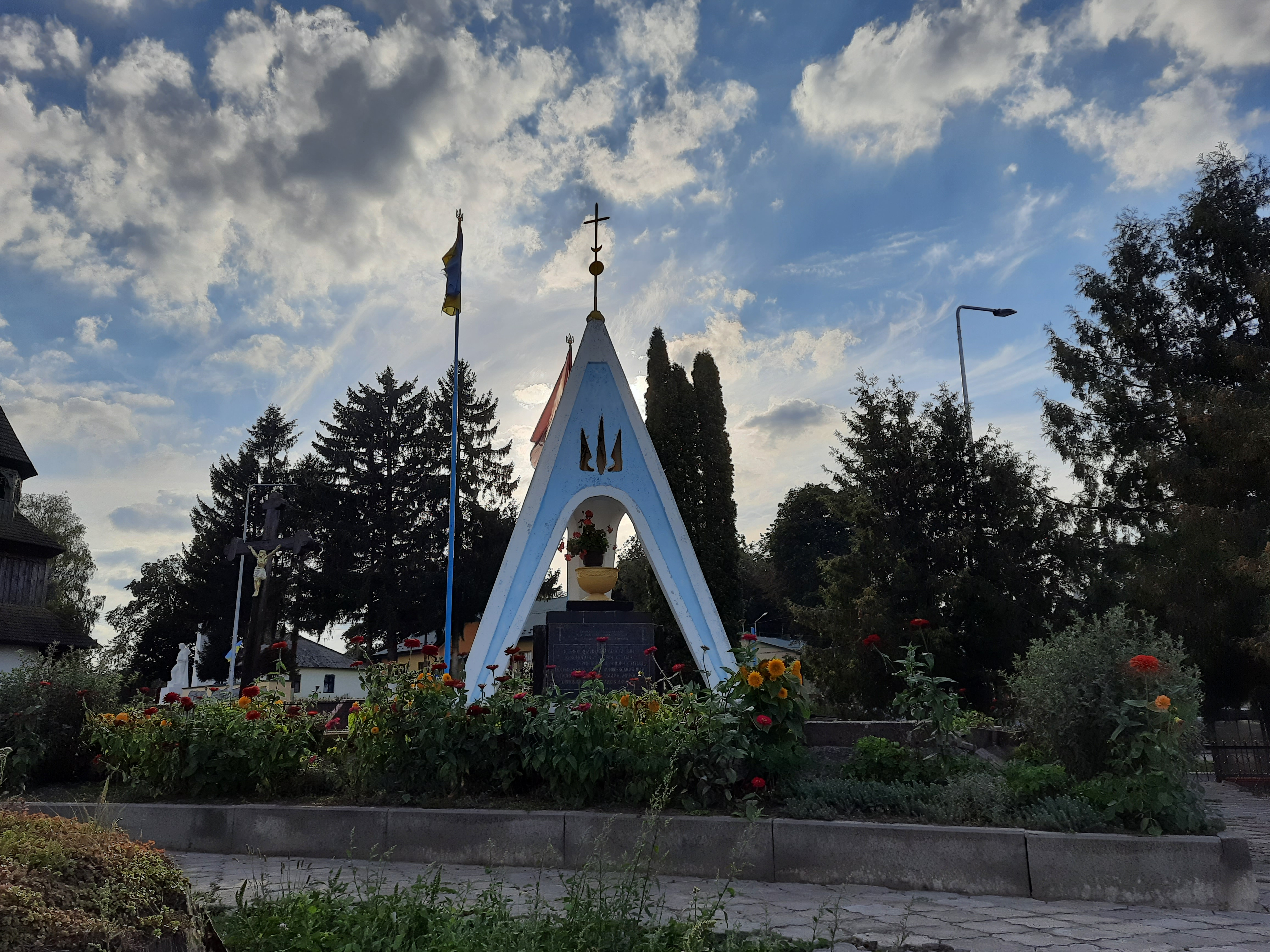
Пам'ятний знак Борцям заволю України
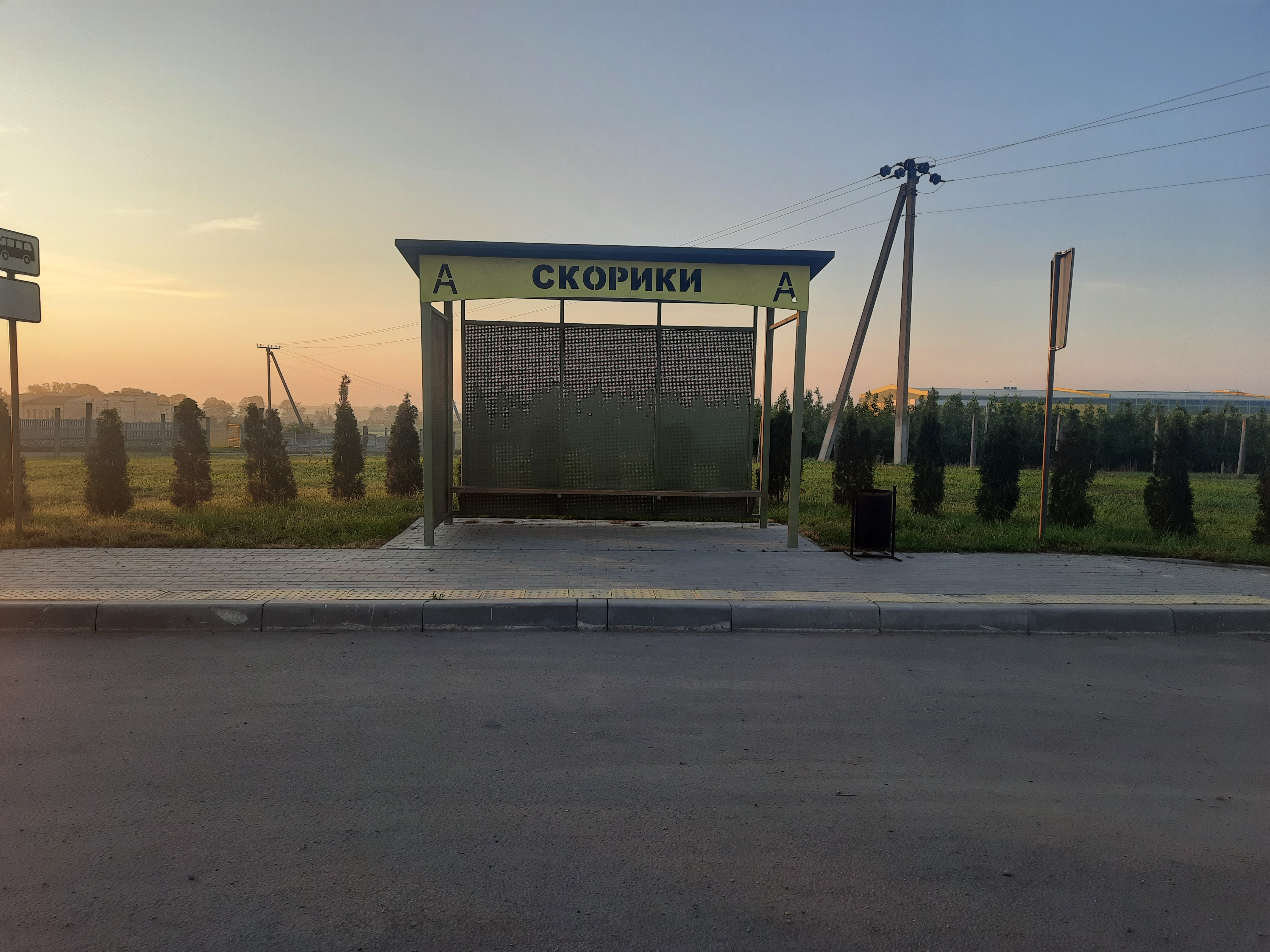
Автобусна зупинка